# Landgericht Babenhausen
Das Landgericht Babenhausen war ein von 1852 bis 1879 bestehendes bayerisches Landgericht älterer Ordnung mit Sitz in Babenhausen im heutigen Landkreis Unterallgäu in Bayern. Es löste das Fugger’sche Herrschaftsgericht 1. Klasse in Babenhausen ab, das in Folge der Revolution 1848 aufgelöst worden war. Die Landgerichte waren im Königreich Bayern Gerichts- und Verwaltungsbehörden, die 1862 in administrativer Hinsicht von den Bezirksämtern und 1879 in juristischer Hinsicht von den Amtsgerichten abgelöst wurden.

## Geschichte

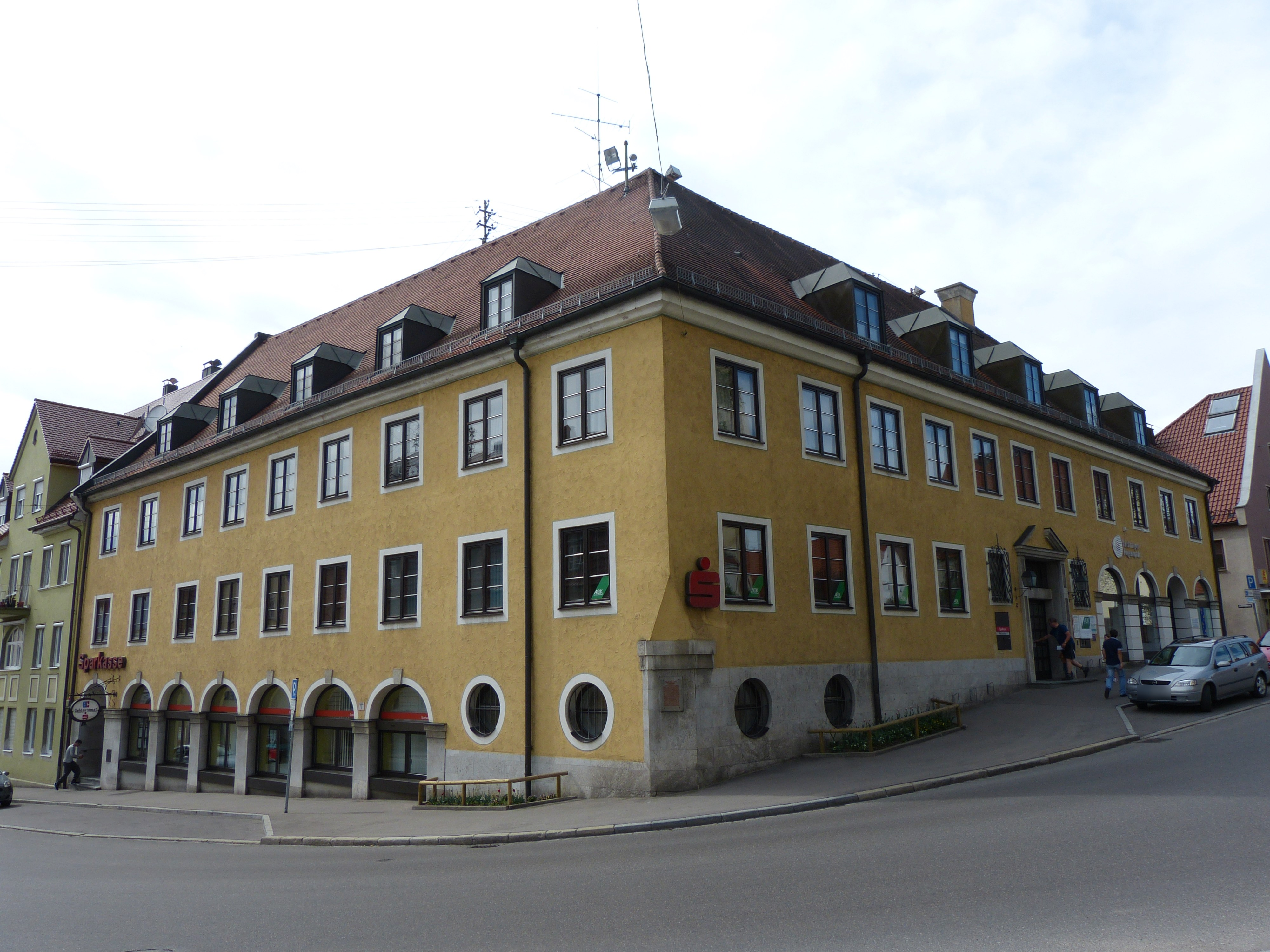
Das ehemalige Landgerichtsgebäude am Marktplatz 2, später Sitz des Amtsgerichts Babenhausen

Im Rahmen der Mediatisierung im Jahr 1806 kam die Herrschaft der Fugger-Babenhausen unter die Landeshoheit von Bayern. 1813 wurde im Verlauf der Verwaltungsneugliederung Bayerns das Fugger’sche Herrschaftsgericht 1. Klasse Babenhausen errichtet. Dieses kam zunächst zum Illerkreis und ab 1817 zum Oberdonaukreis, der 1838 in Schwaben und Neuburg, später in Schwaben umbenannt wurde. Im Zuge der Revolution 1848 wurde dieses in eine Gerichts- und Polizeibehörde und 1852 in ein Landgericht II. Classe umgewandelt. 1862 bildeten die drei Landgerichte Illertissen, Roggenburg und Babenhausen das Bezirksamt Illertissen, das Landgericht Babenhausen blieb als Gerichtsbezirk bestehen.
Anlässlich der Einführung des Gerichtsverfassungsgesetzes am 1. Oktober 1879 wurde das Amtsgericht Babenhausen errichtet, dessen Sprengel aus den damaligen Gemeinden Babenhausen, Bebenhausen, Dietershofen, Engishausen, Greimeltshofen, Herretshofen, Inneberg, Kettershausen, Kirchhaslach, Klosterbeuren, Mohrenhausen, Oberschönegg, Olgishofen, Reichau, Weinried und Winterrieden des vorherigen Landgerichtsbezirks Babenhausen und jeweils zwei Gemeinden aus den vorherigen Landgerichtsbezirken Illertissen und Weißenhorn bestand.